# Pardosa altamontis
Pardosa altamontis är en spindelart som beskrevs av Chamberlin och Ivie 1946. Pardosa altamontis ingår i släktet Pardosa och familjen vargspindlar. Inga underarter finns listade i Catalogue of Life.